# Honda CBF 500
Honda CBF 500 - motocykl szosowy typu "naked bike", produkowany przez koncern motocyklowy Honda. Jest następcą modelu Honda CB 500. Powstawał we Włoszech razem ze swoim starszym bratem CBF 600. Jest uważany za idealny model dla niedoświadczonych motocyklistów, ale także bardziej doświadczeni doceniają jego poręczność oraz bezproblemową eksploatację. Ze względu na niespełnianie rygorystycznych norm środowiskowych EURO 3, produkcja CBF 500 została zakończona w roku 2007. Wciąż jednak wiele tych maszyn dostępnych jest na wtórnym rynku.

## Dane Techniczne
- Typ silnika:	            Chłodzony cieczą, 4-suwowy, 8-zaworowy, 2-cylindrowy
- Pojemność: 				499 cm³
- Średnica x skok tłoka: 		73 x 59,6 mm
- Stopień sprężania: 		10,5:1
- Układ zasilania: 			2 gaźniki typu VP, 34 mm z płaską przepustnicą
- Max. moc: 				42 kW/56 HP/9500 obr./min (95/1/EC)
- Max. moment obrotowy: 		45 Nm/8000 min/obr (95/1/EC)
- Układ zapłonowy:             	Sterowany komputerowo cyfrowy tranzystorowy z elektronicznym wyprzedzeniem
- Rozrusznik: 			Elektryczny
- Skrzynia biegów: 			6-biegowa
- Przeniesienie napędu: 		Łańcuch pierścieniowy Nr 525
- Wymiary (dł. x szer. x wys.): 	2170 x 765 x 1100 mm
- Rozstaw osi: 				1480 mm
- Wysokość siedzenia:		 	770 mm
- Prześwit: 				140 mm
- Pojemność zbiornika paliwa: 	19 litrów (w tym 3,5 litra rezerwy)
- Masa pojazdu w stanie suchym: 	183 kg
- Koło przednie: 	17M/C x MT3.50 Podwójny 6-szprychowy odlew aluminiowy o profilu w kształcie U
- Koło tylne:	17M/C x MT5.00 Podwójny 6 szprychowy odlew aluminiowy o profilu w kształcie U
- Opony przednie: 			120/70-17
- Opony tylne: 				160/60-17
- Zawieszenie przednie: 		41-milimetrowy widelec teleskopowy, skok 120 mm
- Zawieszenie tylne: 	Amortyzator typu Monoshock z 7-stopniową regulacją napięcia wstępnego, skok 125 mm
- Hamulce przednie: 	Hydrauliczne, tarczowe 296 x 6 mm, zacisk 2-tłoczkowy, (zacisk 3-tłoczkowy, ABS), klocki ze spieków metalicznych
- Hamulce tylne: 	Hydrauliczne, tarczowe 240 x 5 mm, zacisk 1-tłoczkowy, (ABS), klocki ze spieków metalicznych
- Rama: 	Typu Mono-backbone (centralna belka nośna); z rur stalowych o profilu prostokątnym
- Kąt wyprzedzenia: 			25°
- Wyprzedzenie: 			110 mm
- Przyspieszenie 0-100 km/h: 5.0 s
- Prędkość maksymalna: 185 km/h

## Wersje
Produkowano modele z oraz bez ABS. Motocykle z ABS nosiły oznaczenia CBF500A. Nazewnictwo jest następujące:

- CBF500 4 - bez ABS, 2004 do 2005.
- CBF500A 4 - ABS, 2004 do 2005.
- CBF500 6 - bez ABS, 2006 do 2007.
- CBF500A 6 - ABS, 2006 do 2008.